# Saint-Marc-des-Carrières
Saint-Marc-des-Carrières es una ciudad de la provincia de Quebec, Canadá. Está ubicada en el condado regional de Portneuf y a su vez, en la región administrativa de la Capitale-Nationale. Hace parte de las circunscripciones electorales de Portneuf a nivel provincial y de Portneuf a nivel federal.

## Geografía
Saint-Marc-des-Carrières se encuentra ubicada en las coordenadas 46°41′00″N 72°03′00″O / 46.68333, -72.05000. Según Statistics Canada, tiene una superficie total de 16,64 km² y es una de las 1135 municipalidades en las que está dividido administrativamente el territorio de la provincia de Quebec.

## Demografía
Según el censo de 2011, había 2862 personas residiendo en esta ciudad con una densidad poblacional de 172 hab./km². Los datos del censo mostraron que de las 2774 personas censadas en 2006, en 2011 hubo un aumento poblacional de 88 habitantes (3,2%). El número total de inmuebles particulares resultó de 1282 con una densidad de 77,04 inmuebles por km². El número total de viviendas particulares que se encontraban ocupadas por residentes habituales fue de 1248.